# Perambalur (dystrykt)

Dystrykt Perambalur na mapie stanu Tamilnadu

Perambalur – jeden z dystryków stanu Tamilnadu (Indie). Od północy graniczy z dystryktem Viluppuram, od północnego wschodu z dystryktem Cuddalore, od południowego wschodu z dystryktem Ariyalur, od południa i zachodu z dystryktem Tiruchirapalli, od północnego zachodu z dystryktem Salem. Stolicą dystryktu Perambalur jest miasto Perambalur.